# Angelo Marinali
Angelo Marinali (Angarano, 24 maggio 1654 – Vicenza, 28 luglio 1702) è stato uno scultore italiano, attivo principalmente nel Veneto.

## Biografia
Figlio dello scultore e intagliatore Francesco e di una Anna, si formò, assieme al fratello Francesco, presso il primogenito Orazio. Tra il 1666 e il 1667 seguì i parenti a Vicenza e lavorò presso la bottega famigliare sino all'inizio degli anni 1680. Nel 1681 si iscrisse alla fraglia dei muratori e dei tagliapietra.
Difficile distinguere le opere di questo primo periodo da quelle dei fratelli. Sono forse sue le statue dei santi Giovanni Battista, Maddalena, Margherita e Sebastiano per la chiesa degli Scalzi di Venezia, le quali mostrano gialcuni aspetti che sarebbero poi diventati caratteristici della sua arte. Secondo Giovanni Battista Verci, inoltre, avrebbe eseguito i Quattro Angeli e il San Nicolò per l'altare maggiore della chiesa di San Nicolò di Verona, dove i Marinali furono impegnati nel 1683.
Il 26 ottobre 1682 contrasse matrimonio con Leonora Trevisan e si stabilì nella casa di lei in contrada dell'Isola. Con questa scelta, il Marinali iniziò ad abbandonare il "consorzio" instaurato con i fratelli per poter assumere una propria indipendenza artistica. Nel 1684 si separò definitivamente dai parenti aprendo una propria bottega.
Da questo momento Angelo cominciò ad affermare un proprio stile che, pur rimanendo inquadrato nel classicismo albanesiano, si discostava da quello di Orazio per lo spiccato tono aristocratico, derivato dai dipinti di Giulio Carpioni di cui fu collezionista. In breve tempo raggiunse una ragguardevole fama, come dimostrano le tante - e illustri - commissioni e il numero di collaboratori, tra i quali si contano Angelo De Putti, Lorenzo Mattielli e Giacomo Cassetti.
La Cerere e il Bacco di palazzo Piovene (oggi Leoni Cappelletti) si dovrebbero annoverare fra le prime opere autonome del Marinali; seguirono, probabilmente, la costruzione dell'altare Piovene nella chiesa di San Clemente sull'omonima isola lagunare, alla quale i fratelli Marinali lavorarono tra il 1683 e il 1684.
Nel 1685 fu chiamato da Pietro Conti a realizzare alcune statue per la sua villa di Montegaldella, identificabili con un Mercurio, un Giove e una Minerva ancor oggi in loco. Per la stessa villa scolpì anche otto Bambozzi.
Il 26 luglio 1685 lo stesso Conti, su procura di Giovanni Battista Donà, concluse un contratto per sedici statue da destinare al castello di Montegalda: due Giganti, Ercole e Iole, un Amorino, le Tre dee, un Polifemo che lacera gambe umane, tre Amorini con frutti e fiori e una Camedra che ammazza il drago. Nello stesso periodo va posta la Venere per lo scalone di palazzo Leoni Montanari a Vicenza; gli è stato attribuito anche l'Apollo collocato nella loggia del cortile.
Sempre degli anni 1680 sono gli Angeli per la cappella dell'Addolorata della chiesa di San Pantalon a Venezia, simili agli Angeli cerofori che realizzò nel 1696 per la chiesa di Santa Chiara a Udine con il fratello Francesco.
Sul finire del 1686 il Marinali entra in contatto con Angelo Maria Labia per il quale, nel giro di un quindicennio, realizzò circa cinquanta statue da destinare nella scomparsa villa Labia di Mira Taglio. Andate disperse, di esse rimangono solo l'Assunta e gli Angeli della chiesetta, oggi conservati nell'oratorio di Ca' Labia a Cavarzere. Per il resto, le opere non dovevano essere troppo diverse da quelle che oggi ornano i giardini di Castello a Venezia e l'orangerie di villa Pisani a Stra, delle quali non si conosce la provenienza.
Ci sono pervenuti i progetti di una struttura con statue per la stessa villa Labia, disegnata assieme al fratello Orazio. I due lavorarono insieme anche nel 1690, al servizio dei conti Pompei di Verona, e nel 1691, per una statua del capitano di Vicenza Giorgio Benzon. Il Verci ricorda inoltre una collaborazione per uno dei due Giganti del palazzo Soranzo di Padova; l'opera, perduta, si ricollega a una scultura analoga di Ca' Mora Morasutti di Montebelluna la quale pure reca sul basamento la firma dei Marinali. Disperse sono anche il Ratto di Prosperpina per il palazzo Lavagnoli Astori di Verona, le statue di Diana, Apollo, Marte e Minerva per il palazzo Chiericati di Vicenza e le pregevoli Diana e Venere con Cupido (di cui restano, almeno, alcune foto d'epoca).
A partire dal 1688 fu in rapporto con i domenicani della chiesa vicentina di Santa Corona per cui realizzò i santi Sebastiano, Maria Maddalena (con il fratello Francesco), Maria Egiziaca e Girolamo (1691-1700). Nel 1693 circa vennero posti sul cornicione della navata della chiesa di San Giuliano gli Evangelisti (di questi, San Matteo reca anche la firma di Francesco); entro il 1694 furono collocate sulla facciata della stessa chiesa i santi Giuliano, Vincenzo e Francesco di Paola (la critica li attribuisce anche a Orazio). 
Nel 1694 presentò con Giacomo Borella una perizia dell'altare di San Francesco di Paola dell'omonima chiesa vicentina, realizzato dai fratelli Merlo e rimasto incompleto a causa dell'insoddisfazione della committente, Elisabetta Barbarano Trissino. Nel 1697 il Marinali terminò le statue della parte superiore dell'altare, ovvero due grandi Angeli e due Angioletti.
Sempre negli anni 1690 si colloca la decorazione scultorea della villa superiore dei Trissino Baston (otto eleganti opere collocate nelle nicchie della corte nobile). Nel 1696 ebbe l'incarico di eseguire un Sant'Agostino e un Sant'Ambrogio per la chiesa di San Nicolò del Lido, nonché una Madonna con Bambino, un San Leonardo e un San Pietro per la Scuola della Carità; tali opere sono oggi conservate nella chiesa di Sant'Antonin e nella parrocchiale di Codroipo.
All'inizio del 1697 era in contatto con le famiglie Pio e Michiel e per questi ultimi eseguì le sculture per il parco della loro villa di Mirano. Per i pilastri dell'ingresso dell'attuale villa Belvedere, sempre a Mirano, scolpì due Fatiche di Ercole.
Dalla fine del secolo lavorò, accanto ai fratelli, alla costruenda basilica di Monte Berico; a lui sono attribuite il San Paolo e il San Pietro della facciata nord. Tra il 1700 e il 1702 concluse il gruppo della Pietà, commissionata da Giambattista Maffei e destinata all'altare di San Giovanni Battista della chiesa veronese di San Nicolò, mentre al 1701 risale l'Eternità che, assieme al Tempo, si trova all'ingresso di villa Godi di Lonedo.
Ancora nel 1701 venne saldato il pagamento di quattro statue della santo Stefano di Vicenza, identificate con gli Evangelisti (di cui restano solo San Marco e San Luca) o con i santi Stefano, Vincenzo, Gaetano da Thiene e Filippo Neri.
Le sue opere più tarde sono il San Matteo (chiesa di Santa Maria dei Servi, Vicenza) la Carità e la Fede (chiesa di San Luca, Verona)
Morì nella notte tra il 27 e il 28 luglio 1702 e fu sepolto nell'oratorio del Rosario della chiesa di Santa Corona, essendo affiliato alla sua confraternita sin dal 1691.